# Jacques Igalens
Jacques Igalens, né le 23 janvier 1950 à Montauban, est un enseignant-chercheur français, spécialisé dans la gestion des ressources humaines et de la responsabilité sociétale des entreprises. Diplômé de l’ESSEC et de Sciences Po Paris, il est directeur de Toulouse BS depuis le 26 avril 2013.

## Biographie
Jacques Igalens a fait des études secondaires au lycée Pierre-de-Fermat de Toulouse. En 1973, il ressort diplômé de l'Essec et Sciences Po Paris, et devient coopérant enseignant en Algérie. En 1976, il commence à enseigner à Toulouse Business School et passe un doctorat de sciences de gestion en 1981 à l'université de Montpellier avec pour sujet « La prévision des attitudes face au changement ». En 1977, il fonde à Toulouse une société de conseil en GRH & RSE, la Société SAN-GILE, qui consiste à mettre en place des éléments de gestion du personnel, notamment : études des postes et système de classification, politique de rémunération et systèmes d’intéressement, gestion prévisionnelle des emplois et des compétences, opérations de développement de l’organisation, schéma directeur des ressources humaines, évaluation de la formation, systèmes d’information de la gestion du personnel. Il a dirigé cette société pendant plus de 10 ans. À cette même époque, de 1980 à 1988, il devient directeur de la formation continue à Toulouse Business School (anciennement ESC Toulouse) avant de rejoindre, en 1989, l’université des sciences sociales de Toulouse comme professeur de gestion des ressources humaines (GRH). Il devient successivement directeur de l'Institut d'administration des entreprises de Toulouse (IAE) (1989-1990), directeur de l'école doctorale (1990-1993) et premier vice-président de l'université des sciences sociales de Toulouse (1993 à 1998).
Jacques Igalens revient à Toulouse Business School en 2010 en tant que directeur de la recherche, fonction qu’il exerce pendant trois ans. Le 26 avril 2013, il remplace Pierre Dreux à la tête de TBS et devient le nouveau directeur de Toulouse Business School,. Ses priorités à la direction de Toulouse Business School sont de maintenir la triple accréditation internationale de l’École, réussir le changement de statut de l’établissement et poursuivre la politique de partenariats nationaux et internationaux indispensable pour assurer le bon développement de l’école.

## Distinctions
- Chevalier dans l’ordre national du mérite (Décret du 14 novembre 2016)
- Officier dans l’ordre des palmes académiques (Décret du 1er mars 2011)
- Membre correspondant de l'Académie des sciences, inscriptions et belles-lettres de Toulouse (2014)[3]

## Publications
Il a écrit ou coécrit plus d’une vingtaine d’ouvrages et plus d’une centaine d’articles sur les thèmes de la gestion des ressources humaines, de l’audit social, et de la responsabilité sociétale des entreprises, dont l’ouvrage intitulé Manager la responsabilité sociale de l’entreprise publié en 2012 aux éditions Pearson.
Ses articles et publications sont régulièrement cités dans les revues spécialisées,, ou plus généralistes ; et font l’objet de nombreuses citations et références,.
Son ouvrage "Splendeurs et misères de la RSE" a été labellisé et primé par la FNEGE dans la catégorie RSE. 

## Autres activités de recherche et de publication

### AGRH
En 1989, il crée l’Association francophone de gestion des ressources humaines (AGRH) qui rassemble plus de mille enseignants-chercheurs intéressés par la recherche dans le domaine de la  GRH. Président d’honneur du Comité d’éthique et de déontologie de l’AGRH, Jacques Igalens a participé aux vingt comités scientifiques mis en place lors des congrès annuels de l’AGRH. Il est également Président d’honneur de l’Institut international de l’audit social (IAS).

### Revue de l'organisation responsable
En 2005, Jacques Igalens crée une nouvelle revue scientifique semestrielle : la Revue de l'organisation responsable (ROR), revue internationale en français et en anglais. En parallèle, il s’implique fortement dans de nombreux comités de rédaction, tels que la Revue sciences de gestion ; la Revue de gestion des ressources humaines ; la revue Personnel ; la revue Entreprise éthique (Cercle éthique des affaires) ; la Revue tunisienne des sciences de gestion ; la revue Finance-contrôle-stratégie ; la revue Management et Avenir, la revue Question(s) de Management, Jacques Igalens est également membre du Cercle de l’entreprise et du management.

### Institut International de l'Audit Social (IAS)
En 2018 il a succédé au Prof. Jean-Marie PERETTI à la présidence de l' IAS, association créé en France en 1982 par Raymond Vatier et qui promeut l’Audit du Social  au sein des entreprises francophones, ainsi que  les méthodes d’audit qui sont largement largement utilisées dans le domaine financier, organisationnel, qualité, etc.. Il est pratiqué par des auditeurs externes spécialisés ou par des auditeurs internes, parfois en coopération entre les deux.

### Thèses
Jacques Igalens a dirigé plus d’une trentaine de thèses de doctorat.